# Eerste premolaar
De eerste premolaar staat in het volwassen gebit direct achter de hoektand. Premolaren worden ook weleens valse kiezen genoemd, omdat ze kleiner zijn dan de molaren. Ze hebben in mesiodistale (voorachterwaartse) richting een enkelvoudige knobbelstructuur. De functie is het vermalen van het voedsel, meestal door roterende bewegingen. De mens heeft normaal 4 eerste premolaren, één in ieder kwadrant (zie afbeelding). In het melkgebit komen geen premolaren voor. In het wisselgebit verschijnen ze meestal als laatste; eerst de eerste premolaren, dan de tweede premolaren. Dit gebeurt in de periode van 10 tot 13 jaar.

## Internationale tandnummering
In de Internationale tandnummering hebben de eerste premolaren als eenheid 4, omdat het de vierde tanden vanaf het midden zijn. Het gebit is opgedeeld in vier kwadranten, aangegeven met tientallen. Zo kan elke tand worden aangegeven met een getal. Eerste premolaren worden aangegeven met deze nummers;
- 14 (rechtsboven)
- 24 (linksboven)
- 34 (linksonder)
- 44 (rechtsonder)